# Tschad
Die Republik Tschad [tʃat, tʃaːt] (arabisch جمهوريّة تشاد Dschumhūriyyat Tschād, französisch République du Tchad [tʃad]) ist ein Binnenstaat in Zentralafrika. Sie grenzt im Norden an Libyen, im Osten an den Sudan, im Süden an die Zentralafrikanische Republik und im Westen an Niger, Nigeria und Kamerun. Das Land, dessen Norden Teil der Wüste Sahara ist, ist relativ dünn besiedelt. Neben der größten Stadt des Landes, der Hauptstadt N’Djamena, sind Moundou, Abéché und Sarh größere Orte.
Der weit überwiegende Teil der Bewohner arbeitet in der Landwirtschaft. Ein großer Teil der Bevölkerung lebt trotz der Öleinnahmen des Landes unterhalb der Armutsgrenze. Seit mehr als 20 Jahren ist der Index der menschlichen Entwicklung des Landes einer der niedrigsten der Welt.
Der Tschad war früher eine französische Kolonie. 1960 erlangte er seine Unabhängigkeit. Staats- und Regierungschef war von 1990 bis zu seiner Tötung 2021 Präsident Idriss Déby. In der Folge übernahm ein Militärrat unter Leitung seines Sohnes Mahamat einen Großteil der Macht, gemäß Fragile States Index ist der Tschad seither aber ein gescheiterter Staat.
Nach mehreren politischen Indizes wird der Staat weiterhin autoritär regiert, ist unfrei und eines der korruptesten Länder der Welt. Im Tschad kommt es weiterhin regelmäßig zu schwerwiegenden Verletzungen der Menschenrechte.

## Landesname
Der Landesname „Tschad“ kann im Deutschen sowohl im sächlichen grammatischen Geschlecht („das heutige Tschad“, „in, nach Tschad“) als auch im männlichen Genus („der Tschad, im Tschad“) gebraucht werden. Laut Duden kann für den Staat Tschad wahlweise ein Artikel verwendet werden oder nicht. Der Gebrauch des Staatsnamens im männlichen Geschlecht überwiegt im allgemeinen Sprachgebrauch. Die Staatsangehörigen werden im Deutschen Tschader bzw. Tschaderin genannt.

## Geographie
Der Tschad schließt den östlichen Teil des Tschadbeckens mit dem größten Teil des Tschadsees ein. Das Becken (inkl. des Sees) nimmt 90 % der Landesfläche ein. Über das Tschadbecken erheben sich im Osten das Hochland von Ennedi (1450 m) und das Wadai-Massiv (1320 m), im Norden erhebt sich das vulkanische Gebirge des Tibesti (3415 m Emi Koussi, höchster Punkt in der Sahara) und das Plateau Erdi-Ma. Im nördlichen Zentrum des Landes liegt der niedrigste Punkt des Landes, die Bodélé-Depression.

### Klima
Der Tschad erstreckt sich von den trockenen Wüsten der Sahara im Norden über die Klima- und Vegetationszonen des Sahels und des Sudans (Dornstrauch- und Trockensavannen, an den Flüssen auch Überschwemmungssavannen und Galeriewälder) bis zum Bereich der Trockenwälder im äußersten Süden (wegen der landwirtschaftlichen Nutzbarkeit zur Kolonialzeit Tchad utile genannt).
Das Land steht generell unter dem Einfluss des Westafrikanischen Monsuns im Sommer und des Passatwindes Harmattan in den Wintermonaten. Im Süden des Landes herrscht dadurch ein nahezu tropisches, wechselfeuchtes Klima mit bis über 1100 mm Niederschlag, während im Norden Wüstenklima mit großen täglichen Temperaturunterschieden und extrem seltenen Niederschlägen mit 20 bis 40 mm Niederschlag im Jahr vorherrscht.

### Hydrologie
Das Land ist hydrologisch vom Tschadbecken dominiert. Abgesehen von kleineren Bereichen im Norden und Nordosten sowie einem kleinen Stück im äußersten Südwesten, fließt aller Niederschlag des Landes dem Tschadsee im Südwesten des Landes zu. Da die nördliche Hälfte Wüstenklima hat, befinden sich alle regelmäßig wasserführenden Gewässerläufe im Süden des Landes. Sie sind im Wesentlichen von der Hydrologie der Zentralafrikanischen Republik und den größten Flüssen des Landes, dem Schari und dem Logone beeinflusst. Deren Einzugsgebiete erstrecken sich im Süden des Landes bis zur Nordäquatorialschwelle und lassen ausgedehnte Feuchtgebiete innerhalb der Savannenlandschaft entstehen.
Im Norden des Landes befinden sich ansonsten nur einige Wadis. Es sind noch Flüsse am Rande des Benue Einzugsgebietes im äußersten Südwesten und Wechselwirkungen mit der Hydrologie Nordkameruns zu verzeichnen. Dort befindet sich der ehemalige Abfluss des heute endorheischen Tschadsees; in früheren Zeiten waren etwa 1/3 des Tschad von dem See geflutet (Mega-Tschad) und alle Wasserläufe des Landes entwässerten über den Benue in den Niger.

### Flora und Fauna

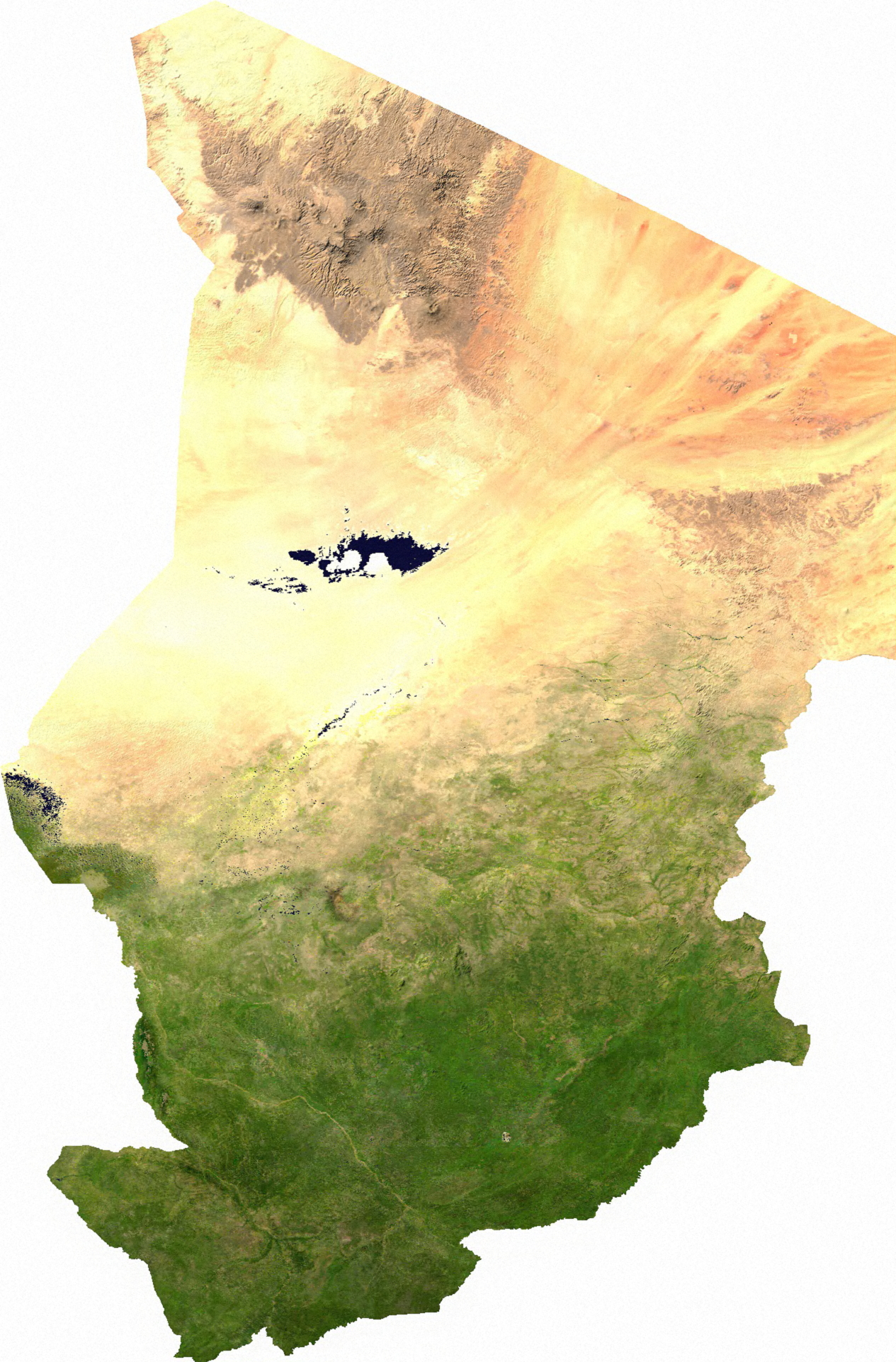
Der Tschad ist in drei ausgeprägte Vegetationszonen unterteilt, von der sudanesischen Savanne im Süden bis zur Sahara im Norden.

Die Flora und Fauna des Tschads gilt allgemein als wenig erforscht und schlecht dokumentiert. Der Tschad untergliedert sich in drei bioklimatische und fünf biogeographische Zonen. Die bioklimatischen Zonen sind die Sahara, die Sahel- und die Sudansavannen. Die biogeographischen Zonen bilden die Gebirgsregion des Tibesti, die Dünen- und Steinwüsten der südlichen Sahara, die Savannen rund um den Tschadsee und seiner Zuflüsse, die Trockensavannen des Sahel und die Feuchtsavannen des Sudans. Aus dieser Mischung aus den verschiedenen bioklimatischen und biogeographischen Regionen entwickelte sich eine der artenreichsten Flora und Fauna innerhalb der Großregionen des Sahel und Sudans. Wälder zum Beispiel bedeckten 2011 eine Fläche von 11.921.000 Hektar, dies entsprach ca. neun Prozent der Landesfläche; der Waldschwund ist allerdings infolge unkontrollierter bzw. illegaler Abholzung beträchtlich. Das Volumen der Stand- und Fließgewässer des Tschads wird auf über 500 Milliarden Kubikmeter geschätzt, das Volumen des Tschadsees betrug 1992 ca. 18 Milliarden Kubikmeter.
Bis 2007 konnten im Tschad bis 4318 Pflanzenarten und 722 Tierarten dokumentiert werden. Davon sind 71 Pflanzen-, 4 Säugetier-, 1 Reptilien-, 1 Vogel- und 16 Fischarten endemisch und nur aus dem Tschad bekannt. Drei im Tschad vorkommende Schildkrötenarten stehen auf der Liste der vom Aussterben bedrohten Tierarten, dieses sind die Spornschildkröte (Centrochelys sulcata), die Weichschildkröten Cyclanorbis senegalensis und Cyclanorbis elegans. 16 Tier- und Pflanzenarten werden von der IUCN als bedrohte Arten eingestuft. Informationen über Pilze, Insekten, Flechten, Bakterien und Algen sind nicht oder nur sehr begrenzt verfügbar. Über die Algenflora sind lediglich intensive Studien über den Tschadsee bekannt. In ihm wurden über 1000 Algenarten dokumentiert, darunter über 100 Phytoplanktonarten. Diese bilden die Nahrungsgrundlage für eine reichhaltige Fischfauna, die 136 Arten umfasst. So kommen im Tschad unter anderen der Nilbarsch (Lates niloticus), Raubwelse (Clarias sp.), Afrikanische Knochenzüngler (Heterotis niloticus), Tilapien (Tilapia spp.), Oreochromis niloticus und der Kugelfisch Tetraodon lineatus vor. Außerdem werden in den Gewässern des Tschad jährlich ca. 120.000 Tonnen Fisch gefangen. Von der Avifauna sind 532 Vogelarten dokumentiert. Diese Anzahl umfasst 354 Brutvogel- und 155 Zugvogelarten, von letzteren sind 117 paläarktischen Ursprungs. Die Feuchtgebiete des Tschadsees und entlang der Flüsse Logone, Bahr Aouk und Salamat gehören zu den weltweit bedeutenden Rast- und Überwinterungsquartieren für die Zugvögel der nördlichen Erdhalbkugel. Die Säugetierfauna des Tschads ist sehr reichhaltig und es kommen nahezu alle touristischen Flaggschiff-Tierarten vor. So unter anderen Löwen (Panthera leo), Geparde (Acinonyx jubatus), Giraffen (Giraffa camelopardalis). Die Population des Afrikanischen Elefanten (Loxodonta africana) im Tschad wird auf ca. 3000 Exemplare geschätzt. Aber auch relativ unbekannte Säugetiere wie die Riesen-Elenantilope (Taurotragus derbianus) oder das Afrikanische Manati (Trichechus senegalensis) haben im Tschad ihre Heimat. Die westafrikanische Unterart des Spitzmaulnashorns (Diceros bicornis longipes), die einst im Tschad vorkam, gilt heute als ausgestorben. Von den Reptilien sind 52 Arten dokumentiert, darunter befinden sich Steppenwarane (Varanus exanthematicus), Vertreter der Eigentlichen Pythons (Python) und der Nilwaran (Varanus niloticus). Zudem befinden sich im Ennedi-Massiv isolierte Vorkommen des Westafrikanischen Krokodils (Crocodylus suchus). Es handelt sich um Relikte einer einst geschlossenen Verbreitung dieser Art in der Sahara.
Einer 2020 veröffentlichten Untersuchung zufolge kommen im Tschad 80 Schlangenarten vor.
Den größten Teil des Tschads nehmen die hyperariden Gebiete der zentralen und südlichen Sahara ein. Diese Gebiete nehmen mehr als 50 % der Landesfläche ein und sind gering besiedelt. Größere Siedlungen finden sich in dieser Region nur in Gebieten mit oberflächennahen oder bis an die Erdoberfläche ragenden Grundwasserleitern, den Oasen. Die Bezeichnungen der Landschaft entsprechen dem Landschaftsbild, so werden Sanddünengebiete als Erg, Fels- und Steinwüsten als Hammada bezeichnet. Regen fällt in dieser Region nur in ein bis zwei Monaten im Jahr. Die Niederschlagsmenge variiert dabei von 25 bis 100 mm pro Jahr. Es kommen in dieser Region weniger als 400 Pflanzenarten vor, jedoch ist die Fauna weit artenreicher als in früheren Jahrzehnten angenommen. Südlich der 100-mm-Isohyete verändert sich die Vegetation in der südlichen Sahara für wenige Monate im Jahr. Es handelt sich dabei um eine Übergangszone von der Sahara in die Ökoregion des Sahel, vom WWF wird diese Übergangszone als die Südsahara-Steppe bezeichnet. Sie findet sich im Tschad im südlichen Erg Kanem, in den Regionen der Ouadi Achim-Rimé, Fada Archei und dem Gebirgsplateau Wadai. Sie dehnt sich von der 100- zur 200-mm-Isohyete aus und ist im Durchschnitt lediglich 100–300 km breit. Bedingt durch die sommerlichen Niederschläge kann sich eine Steppe entwickeln, deren dominante Gräser der Gattungen Eragrostis, Aristida und Stipagrostis angehören. Durchsetzt ist diese Grassteppe von den Kräutern und Sträuchern der Gattungen Tribulus, Heliotropium und Pulicharia. Bäume finden sich in dieser Ökoregion trotzdem nur an den Wadis und den Gebieten mit oberflächennahen Grundwasserleitern, wie den Moilo-Seen im Erg Kanem und der Guelta d’Archei.
Eine biogeographische Insellage in der Sahara nimmt das Gebirge des Tibesti ein. Die Flora und Fauna des Gebirges wird allgemein als Relikt aus dem feuchteren Zeitalter des Nigéro-Tschadien angesehen, wobei speziell die Flora angepasst ist an die Höhenlage und das Gefälle in diesem Gebirge. Die Landschaftsbezeichnungen im Tibesti entstammen dem Arabischen, den Tedaga- und Dazaga-Sprachen. So werden Wadis als Enneri und Berggipfel als Emi bezeichnet. Begünstigt durch die höheren Niederschläge, von 100 bis zu 600 mm pro Jahr, können sich in dieser Ökoregion 568 Pflanzenarten entwickeln, unter anderen Vertreter aus den Gattungen der Schönmalven, Hibiscus, Rhynchosia und Tephrosia. Eine besondere ökonomische Bedeutung haben die Echte Dattelpalme (Phoenix dactylifera) und die Doumpalmen (Hyphaene). Der Endemismus ist jedoch gering, lediglich der Endemit Ficus teloukat, ein Vertreter der Feigen, ist bekannt. Er wächst an den trockenen südlichen Berghängen. Die Säugetierfauna aller drei Ökoregionen ähneln aufgrund der Aridität einander, so kommen im Tibesti der Mähnenspringer (Ammotragus lervia) und in den beiden anderen die Dorkasgazellen (Gazella dorcas), Damagazellen (Nanger dama), Kaphasen (Lepus capensis), mehrere Arten der Rennmäuse (Gerbillinae) vor. Für die Säbelantilope (Oryx dammah) war das Gebiet um die Ouadi Achim-Rimé das letzte Rückzugsgebiet, sie gilt inzwischen in freier Wildbahn als ausgestorben.
Die Sahelsavannen erstrecken sich generell von der 200- bis zur 600-mm-Isohyete. Es handelt sich bei dieser Savannenform um Trocken- und Dornstrauchsavannen, die mit Bäumen, hauptsächlich aus der Gattung der Akazien (Acacia), durchsetzt sind. Aus diesem Grund wird sie vom WWF als Sahel-Akaziensavanne bezeichnet. Die Region um den Tschadsee und die Firki-Ebenen bilden eigene Biome in der Region des Sahel im Tschad. Im Durchschnitt fallen 250 mm bis 500 mm Regen im Jahr. In den Sahelsavannen bilden die Gräser Cenchrus biflorus, Schoenefeldia gracilis und Aristida stipoides einen Großteil der pflanzlichen Biomasse, während die meistverbreiteten Baumarten die Acacia tortilis, Acacia laeta, Commiphora africana, Balanites aegyptiaca und die Boscia senegalensis sind. Der Endemismus ist im Sahel generell gering entwickelt.

### Naturschutzgebiete
Im Tschad liegt eines der größten Naturschutzgebiete des Kontinents, das 77.950 km² große Naturschutzgebiet Ouadi Rimé–Ouadi Achim. Weitere Schutzzonen der Flora und Fauna sind das Naturschutzgebiet Fada Archei, das Wildtierreservat Binder-Léré, Sena-Oura-Nationalpark, Nationalpark Manda und der rund 3000 km² große, im Südosten gelegene Nationalpark Zakouma. Der Tschad ist Unterzeichner der Ramsar-Konvention, im Zuge der Zusammenarbeit mit der Organisation, der Tschadseebecken-Kommission und dem WWF wurde bis 2008 eine Fläche von 12.405.068 Hektar zu Schutzzonen in Feuchtgebieten von internationaler Bedeutung erklärt. Dieses sind die Schutzareale des Fitri-Sees, Plaine de Massenya, Partie tschadienne du lac Tchad, Plaines d’inondation des Bahr Aouk et Salamat, Plaines d’inondation du Logone et les dépressions Toupouri und das Wildtierreservat Binder-Léré.

### Verwaltungsgliederung
Seit 2012 ist der Tschad in 23 Regionen eingeteilt, die seit 2018 als Provinzen bezeichnet werden.
- Batha
- Chari-Baguirmi
- Hadjer-Lamis
- Wadi Fira
- Barh El Gazel
- Borkou
- Ennedi Est
- Ennedi Ouest
- Guéra
- Kanem
- Lac
- Logone Occidental
- Logone Oriental
- Mandoul
- Mayo-Kebbi Est
- Mayo-Kebbi Ouest
- Moyen-Chari
- Wadai
- Salamat
- Sila
- Tandjilé
- Tibesti
- Ville de N’Djamena

### Städte
Im Jahr 2023 lebten 24 Prozent der Einwohner des Tschad in Städten.
| Einwohnerzahlen (2009) der 10 größten Städte | Einwohnerzahlen (2009) der 10 größten Städte | Einwohnerzahlen (2009) der 10 größten Städte | Einwohnerzahlen (2009) der 10 größten Städte | Einwohnerzahlen (2009) der 10 größten Städte |
| -------------------------------------------- | -------------------------------------------- | -------------------------------------------- | -------------------------------------------- | -------------------------------------------- |
| Stadt                                        |                                              |                                              |                                              | Einwohner                                    |
| N’Djamena                                    | N’Djamena                                    |                                              | 951418                                       | 951418                                       |
| Moundou                                      | Moundou                                      |                                              | 137251                                       | 137251                                       |
| Abéché                                       | Abéché                                       |                                              | 97963                                        | 97963                                        |
| Sarh                                         | Sarh                                         |                                              | 97224                                        | 97224                                        |
| Kélo                                         | Kélo                                         |                                              | 57859                                        | 57859                                        |
| Am Timan                                     | Am Timan                                     |                                              | 52270                                        | 52270                                        |
| Doba                                         | Doba                                         |                                              | 49647                                        | 49647                                        |
| Pala                                         | Pala                                         |                                              | 49461                                        | 49461                                        |
| Bongor                                       | Bongor                                       |                                              | 44578                                        | 44578                                        |
| Goz Beïda                                    | Goz Beïda                                    |                                              | 41248                                        | 41248                                        |
|                                              |                                              |                                              |                                              |                                              |

## Bevölkerung

### Demografie

Bevölkerungsentwicklung, Fertilitäts- und Nettoreproduktionsraten von 1950 bis 2021; Prognose der Bevölkerungsentwicklung bis 2032; Schätzung der Vereinten Nationen 2022
Blaue Kurve (linke Y-Achse): Gesamtbevölkerung jeweils zum 1. Juli in Tausend
Blaue gepunktete Kurve (linke y-Achse): Gesamtbevölkerung jeweils zum 1. Juli in Tausend, „Mittlere Prognose“ („Medium variant“)
Rote Kurve (rechte y-Achse): Gesamtfruchtbarkeitsrate (Lebendgeburten pro Frau)
Gelbe Kurve (rechte y-Achse): Nettoreproduktionsrate (überlebende Töchter pro Frau)

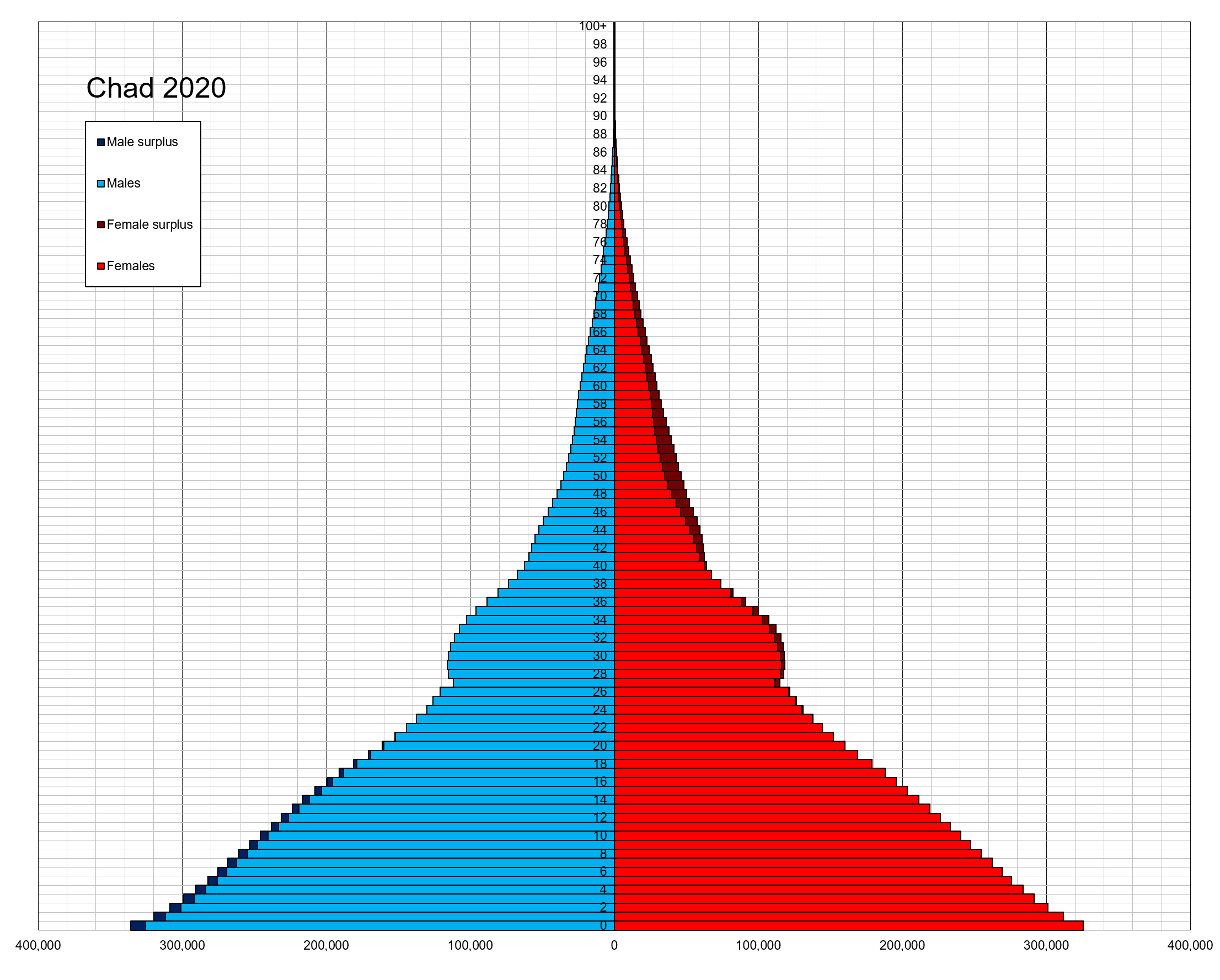
Das Durchschnittsalter im Tschad betrug 17,6 Jahre

Tschad hatte 2022 17,7 Millionen Einwohner. Das jährliche Bevölkerungswachstum betrug +3,1 %. Zum Bevölkerungswachstum trug ein Geburtenüberschuss (Geburtenziffer: 43,2 pro 1000 Einwohner vs. Sterbeziffer: 12,2 pro 1000 Einwohner) bei. Die Anzahl der Geburten pro Frau lag 2022 statistisch bei 6,2, die der Region Sub-Sahara-Afrika betrug 4,5. Seit 2010 sank die Geburtenrate um 11,1 %. Der Median des Alters der Bevölkerung lag im Jahr 2021 bei 15 Jahren. Im Jahr 2023 waren 47,4 Prozent der Bevölkerung unter 15 Jahre, während der Anteil der über 64-Jährigen 2,0 Prozent der Bevölkerung betrug.

### Bevölkerungsstruktur
Die Volkszählung 2009 ergab eine Einwohnerzahl von 11,04 Millionen Menschen. Von den gezählten Personen lebten noch etwa 370.000 Menschen nomadisch. Darunter rund 120.000 in der Provinz Barh El Gazel und in weiteren sechs Provinzen jeweils zwischen 20.000 und 33.000 Personen. Unter den erfassten Personen waren ca. 275.000 Ausländer, die Mehrzahl Flüchtlinge aus den Nachbarländern Sudan (ca. 215.000), Zentralafrikanische Republik (ca. 35.000) und Nigeria (ca. 6.000). Nur rund 3.800 Menschen stammten nicht aus Afrika.
Die Bevölkerung des Tschad setzt sich aus fast 200 verschiedenen Ethnien zusammen, von denen die meisten auch eigene Sprachen oder Dialekte sprechen. Nach Zahlen von 2009 bilden die im Süden lebenden Sara, die traditionell Feldbau auf Rodungsinseln sowie Fischerei betreiben, mit ca. 2,8 Mio. Angehörigen (26,1 %) die größte Volksgruppe. Auf sie folgten mit ca. 1,4 Mio. Angehörigen die (Tschad-)Araber. Weitere bedeutende Volksgruppen mit mehr als 500.000 Angehörigen sind die Kanembou/Bornu/Buduma (ca. 900.000), Wadai/Maba/Massalit/Mimi (ca. 765.000), Gorane (ca. 740.000) und Massa/Musseje/Musgum (ca. 515.000). Im Süden und Südwesten leben zudem Bagirmi-Sprecher (ca. 140.000), im Grenzgebiet zu Nigeria auch Hausa. Im dünn besiedelten Norden lebten vor allem Nomaden und Halbnomaden wie die Tubu. Im Westen auch Kanembu und die Kanuri im Nordwesten.
Etwa 9 % der Gesamtbevölkerung sind Sudanaraber, die zumeist von Handel und Viehhaltung leben. Arabisierte Gruppen stellen allerdings insgesamt 38 % der Bevölkerung.
Die verschiedenen Völker des Landes lassen sich in zwei große Gruppen unterordnen: Die arabisierten und islamisierten Völker im Norden und die christlich-animistischen Gruppen im Süden. Wie in vielen anderen Ländern entlang der Sudanzone gibt es einen ausgeprägten Gegensatz zwischen Nord und Süd. Im Laufe der Geschichte hat sich das politische Schwergewicht verlagert. Vor der Kolonisierung des Gebiets hatten fast ein Jahrtausend lang muslimische Nomaden und Halbnomaden aus dem Norden die Dominanz über den Süden, aus dem hauptsächlich Nachschub für den Sklavenhandel geholt wurde. In der Kolonialzeit kehrte sich das Kräfteverhältnis um: Die Eroberung des Landes durch Frankreich begann im Süden und Südwesten, wodurch die sesshaft lebenden Sara als erste europäische Bildung erhielten. Dadurch entwickelte sich dort eine – teilweise christliche – Elite, der dann auch der erste Präsident N'Garta Tombalbaye entstammte. Im islamischen Norden empfand man es als Affront, dass nun schwarzafrikanische Verwaltungsbeamte wichtige regionale Posten übernahmen. Es genügten daher wenige Zwischenfälle, welche Unruhen auslösten, die zu Bürgerkriegen im Tschad führten.
Im Jahre 2017 waren 3,3 % der Bevölkerung im Ausland geboren. Der größte Teil davon waren Flüchtlinge aus Darfur im Sudan und der Zentralafrikanischen Republik.

### Sprachen
Gesprochen werden über 120 Sprachen und Dialekte. Die wichtigsten Sprachen sind die beiden Amtssprachen Arabisch (Tschadisch-Arabisch und Sudanarabisch), das von mindestens 26 % der Gesamtbevölkerung als Mutter- oder Zweitsprache gesprochen wird, und Französisch, das nur von einer gebildeten Minderheit gesprochen wird – sowie Sara.
Etwa 62 % der Bevölkerung sprechen Zentralsudanische Sprachen (darunter 20 % Sara sowie 5 % Bagirmi und Kraish zusammen), etwa 14 % tschadische Sprachen (unter anderem Kotoko), 6,5 % Saharanische Sprachen (Dazaga, Tedaga, Zaghawa) und 1,6 % das M'óum. Weitere Sprachen sind Maba (Wadai), Wabumba, Mbum, Matuszi und andere. In den Städten liegt Arabisch als Erstsprache klar vor Sara (31,9 % zu 23,5 %), auf dem Land hat Sara die Oberhand (23,9 % zu 18,8 %). Insgesamt beherrschen (2009) 69,0 % der Stadtbevölkerung und 41,8 % der Landbevölkerung Tschad-Arabisch. Zweitwichtigste Sprache ist Sara, das von 30,4 % der Stadtbevölkerung und 26,5 % der Landbevölkerung gesprochen wird.

### Religion
Bei der Volkszählung 2009 waren ca. 6,4 Mio. Personen oder 58,4 % der Gesamtbevölkerung Muslime, hauptsächlich die der sunnitischen Richtung malikitischer Schule. Nur noch ca. 440.000 Menschen oder 4,0 % der Bevölkerung hängen traditionellen afrikanischen Lokalreligionen an. Die Mehrzahl der einheimischen Volksgruppen im Süden des Landes sind Christen, nämlich ca. 3,8 Mio. Menschen oder 34,6 % der Gesamtbevölkerung. Darunter waren ca. 2 Mio. oder 18,5 % Katholiken und ca. 1,8 Mio. oder 16,1 % Protestanten. Die Muslime leben meist im Norden und im Zentrum des Landes, die Christen und Anhänger traditioneller Religionen leben hauptsächlich im Süden des Tschad. Wahrscheinlich ist die Anzahl der Anhänger der Lokalreligionen höher als in der Volkszählung angegeben. Denn auffälligerweise ist der Anteil der Konfessionslosen genau in jenen Provinzen hoch (Mandoul, Mayo Kebbi Est, Mayo
Kebbi Ouest, Moyen-Chari und Tandjilé), in denen überdurchschnittlich viele Angehörige der Lokalreligionen zuhause sind. Zwischen den Volkszählungen 1993 und 2009 sind die Muslime und Protestanten anteilig gewachsen. Dagegen sank der Anteil der Katholiken, der Anhänger der Lokalreligionen und der Konfessionslosen.

### Bildungswesen
Das hohe Bevölkerungswachstum mit jährlich 2,5 Prozent bildet eine Hemmschwelle für die Durchsetzung der allgemeinen Schulpflicht: Die Schulpflicht besteht nur noch formal, vor allem auf dem Land wird sie kaum eingehalten. Dementsprechend beträgt die Alphabetisierungsrate 2019 nur 22,3 %. Auf dem Land liegt die Analphabetenquote gar bei über 80 %, aber auch in den Städten können mehr als die Hälfte der Personen im Alter von über 15 Jahren weder lesen noch schreiben. Frauen sind häufiger betroffen als Männer. So liegt die Alphabetisierungsquote von Frauen auf dem Lande bei nicht einmal 10 %. Die Alphabetisierung erfolgt zumeist in lateinischer Schrift und französischer Sprache. Nur etwa ein Achtel der Bevölkerung kann arabisch lesen und schreiben. Nur eine Minderheit kann beide Sprachen und Schriften sprechen, lesen und schreiben.
Die mittlere Schulbesuchsdauer über 25-jähriger betrug im Jahr 2019 2,5 Jahre, wobei ein großer Unterschied zwischen den Geschlechtern zu erkennen ist, da Frauen nur 1,3 Jahre Schulbesuchsdauer aufweisen, während es bei Männern 3,8 Jahre sind. Der Tschad gehört damit zu den Ländern mit der kürzesten Schulbesuchsdauer weltweit. Die Bildungserwartung der aktuellen Generation liegt bei 7,3 Jahren.
Traditionell haben christliche Schulen vor allem im Süden eine wichtige Funktion. Das staatliche Schulwesen leidet heute noch unter den Auswirkungen der jahrzehntelangen Kriegswirren. Zunehmend sind in letzter Zeit islamische Koranschulen und Madrasas, die mit ausländischer Hilfe vor allem aus Nahost im Tschad errichtet werden.
In N’Djamena gibt es eine 1971 gegründete Universität, die Universität N’Djamena.

### Gesundheit
Die Gesundheitsausgaben des Landes betrugen im Jahr 2021 5,2 % des Bruttoinlandsprodukts. Das Gesundheitswesen im Tschad ist aufgrund der instabilen politischen Lage der letzten Jahrzehnte nur unzureichend entwickelt und die Versorgung der Bevölkerung ist insbesondere in den ländlichen Regionen (besonders in der Provinz Kanem im Westen) sehr schlecht. Mit Unterstützung des Europäischen Entwicklungsfonds konnte die Lage in den letzten Jahren etwas verbessert werden. 2015 war ein Drittel der Bevölkerung unterernährt. Im Jahr 2020 praktizierten in Tschad 0,6 Ärztinnen und Ärzte je 10.000 Einwohner. Insbesondere die medizinische Unterversorgung ist ein Grund dafür, dass vor allem Malaria, aber auch Meningitis-, Cholera- und Masern-Epidemien jährlich tausende Todesopfer fordern. Hilfe leisten hier zu Beginn der 2000er Jahre insbesondere die Ärzte ohne Grenzen. Die Lebenserwartung der Einwohner des Tschad ab der Geburt lag 2022 bei 53 Jahren (Frauen: 54,8, Männer: 51,3).
Vor allem die Mütter- und Kindersterblichkeit ist im afrikanischen Vergleich sehr hoch. Da viele Mädchen schon kurz nach der Geschlechtsreife verheiratet werden, gibt es zahlreiche frühe Schwangerschaften, die in diesem Alter häufig zu Geburtsverletzungen und Fisteln führen. Die Sterblichkeit bei unter 5-jährigen betrug 2022 102,9 pro 1000 Lebendgeburten.
Die Krankenhäuser und Krankenstationen im Land sind oft nur mit dem Nötigsten ausgestattet und weisen gravierende hygienische Mängel auf. Lediglich 30 % der Bevölkerung hat Zugang zu den primären Gesundheitseinrichtungen, wie die Daten der WHO dokumentieren.
Von vielen Tschadern werden nach wie vor sowohl aus Kostengründen als auch aus Überzeugung traditionelle Heilmethoden bevorzugt. Inzwischen gibt es auch Kooperationen zwischen Vertretern schulmedizinischer und traditioneller Heilmethoden.

## Geschichte
Eine partielle Besiedlung des heutigen Tschad fand bereits in prähistorischer Zeit statt. Ab dem zweiten vorchristlichen Jahrhundert setzte hier die Eisenzeit ein.

### Zentralafrikanische Monarchien
Im 18. und 19. Jahrhundert litten die Gesellschaften des Südens unter den Überfällen der muslimischen Sultanate Kanem-Bornou, Baguirmi, Ouaddaï und Darfur (heute Sudan), um Sklaven zu erbeuten. Zwischen diesen Sultanaten kam es zudem häufig zu Kriegen. Jahrhunderte kämpften mehrere Mächte um die Gebiete, die heute den Tschad bilden.
Später entstanden größere islamische Reiche am Tschadsee, im Süden zudem der Staat Baguirmi, die Logone-Stadtstaaten und das Sultanat Wadai. Besonders trat das Reich Kanem-Bornu hervor, das fast das gesamte Gebiet des heutigen Tschad umfasste und eine Konföderation der beiden Staaten Kanem und Bornu darstellte, die auch in das Gebiet der heutigen Staaten Nigeria und Niger hineinreichten.
Erste genauere Kenntnisse der Region für Europäer übermittelten die Forschungsreisenden des 19. Jahrhunderts: Friedrich Konrad Hornemann (1800), Dixon Denham (1823), Johann Heinrich Barth, Adolf Overweg (1850), Eduard Vogel und Gustav Nachtigal (1855).

### Französische Kolonialzeit
Vor allem Frankreich begann mit der Penetration der einzelnen Königreiche und Sultanate. Man versuchte zunächst durch Protektoratsverträge mit den jeweiligen Monarchen eine lose französische Oberherrschaft über diese Staaten zu erreichen. Spätestens ab dem Ende des 19. Jahrhunderts jedoch begann man mit der gewaltsamen militärischen Besatzung und schließlich mit der Kolonialisierung des Wadai.
1900 errichtete Frankreich nach dem Sieg über den afro-arabischen Usurpator Rabih ibn Fadlallah in der Schlacht bei Kusseri das Militärterritorium der Länder und Protektorate des Tschad. 1908 ging dieses im Verwaltungsgebiet Französisch-Äquatorialafrika mit der Kolonie Tschad auf. 1911 wurde die Kolonie durch das deutsch-französische Marokko-Kongo-Abkommen (4. November 1911) um das Zwischenstromgebiet zwischen Schari und Ba-Ili mit dem Posten Bongor erweitert. Zwischen den Weltkriegen erhielt die Kolonie Tschad dann ihre heutigen Grenzen.
Die Unterzeichnung des Dekrets vom 5. September 1900 zur Gründung des Militärterritoriums der Länder und Protektorate des Tschad kündigte jedoch nicht das Ende der militärischen Eroberung an, die sich siebzehn Jahre lang hinzog und sehr tödlich verlief. Die französischen Kolonialherren stützten sich auf lokale Hilfstruppen und instrumentalisierten lokale Spaltungen und Spannungen. Plünderungen waren ebenfalls Teil der Strategie der Eroberer.
Die Störungen des Wirtschaftslebens, die die französische Eroberung mit sich brachte, forderten mehr Todesopfer als die Kämpfe. Die Auswirkungen der Militärkampagnen im nördlichen Tschad waren aufgrund der Plünderungen und des Massakers am Viehbestand katastrophal. Eine Hungersnot führt zu einer unbestimmten Anzahl von Toten. General Hilaire schätzt, dass die Bevölkerung des Ouaddaï von 700.000 Einwohnern im Jahr 1912 auf 400.000 im Jahr 1914 gesunken ist.
In den Jahren 1928 und 1929 schlug Frankreich einen Aufstand gegen die Steuererhebung nieder, der Mandul-Krieg. Die Zahl der Opfer ist unbekannt.
1934 wurde die Grenzziehung im Norden zur Kolonie Italienisch-Libyen von Italien nicht ratifiziert. Dies ist die Grundlage des späteren Libysch-Tschadischen Grenzkrieges um den Aouzou-Streifen.
Am 25. April 1946 wurde von der Konstituierenden Nationalversammlung Frankreichs die Loi Lamine Guèye verabschiedet, nach der ab dem 1. Juni 1946 alle Bewohner der überseeischen Gebiete einschließlich Algeriens denselben Bürgerstatus wie Franzosen in Frankreich oder den überseeischen Gebieten hatten, die Frauen und Männer also auch wählen durften. Das passive Wahlrecht war zwar nicht ausdrücklich im Gesetz genannt worden, aber auch nicht ausgeschlossen. Bei den Wahlen zur Französischen Nationalversammlung sowie für alle örtlichen Wahlen in ganz Afrika außer Senegal galt bis 1956 ein Zweiklassenwahlrecht. Unter französischer Verwaltung wurde durch die loi-cadre Defferre, die am 23. Juni 1956 eingeführt wurde, das allgemeine Wahlrecht und damit auch das Frauenwahlrecht eingeführt. Dieses wurde bei der Unabhängigkeit 1960 bestätigt.
1958 erhielt der Tschad seine erste Verfassung. Die Territoriale Versammlung billigte den autonomen Status des Landes als Mitglied der Communauté française. Am 11. August 1960 erhielt das Land seine Unabhängigkeit. François Tombalbaye aus dem Süden wurde erster Präsident.

### Die Republik Tschad

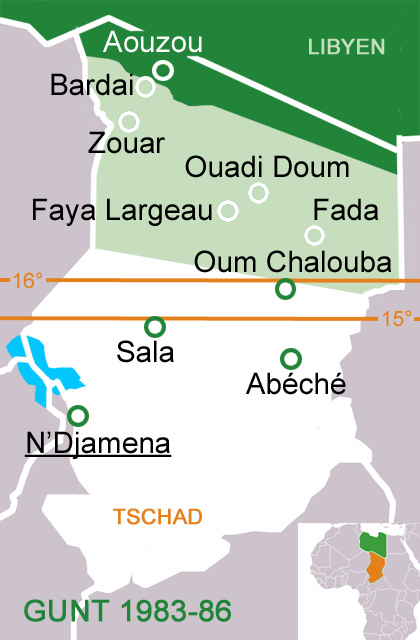
Von Libyen und Verbündeten kontrollierte Gebiete während des Tschadischen Bürgerkriegs

Seit 1962 war der Tschad ein Einparteienstaat mit der Parti Progressiste Tchadien (PPT) als Einheitspartei.
1966 wurde die muslimische FROLINAT – Front national de libération du Tchad („Nationale Befreiungsfront des Tschad“) gegen die christlich-sudistische Dominanz gegründet und es begann ein Bürgerkrieg, der bis in das Jahr 1994 hinein andauerte. 1969 intervenierte Frankreich auf Seiten Tombalbayes. Libyen, Algerien und Sudan dagegen unterstützten die FROLINAT. 1973 besetzte Libyen den Aouzou-Streifen.
1975 stürzte General Félix Malloum Tombalbaye und wurde Präsident, Premierminister wurde Hissène Habré. 1976 kam es zum Bruch zwischen Muammar al-Gaddafi und Habré. Goukouni Weddeye kämpfte mit Gaddafi gegen die Zentralregierung.
1979 kam es zum Seitenwechsel Habrés zu Weddeye. N’Djamena wurde erobert und das Gouvernement d’Union Nationale de Transition (GUNT) unter Weddeye kam an die Regierung. 1980 kam es wiederum zum Bruch zwischen Habré und Weddeye („Zweite Schlacht um N’Djamena“). Daraufhin griff Libyen auf Bitten Weddeyes ein, Weddeye und Gaddafi kündigten 1981 die Vereinigung des Tschad mit Libyen an. Gaddafi zog seine Truppen auf französischen Druck hin allerdings wieder zurück. Habré konnte daraufhin mit ägyptischer, sudanesischer und US-amerikanischer Hilfe Weddeye verdrängen.
1982 wurde N’Djamena durch Habré erobert, es begann die sogenannte Zweite Republik (1982 bis 1990), während derer es zu schwersten Menschenrechtsverletzungen kam. 1983 wurde der Tschad de facto am 16. Breitengrad zweigeteilt. Libysches Militär war im Norden präsent, insbesondere im Aouzou-Streifen.
Von 1986 bis 1987 gingen die tschadischen Regierungstruppen in die Offensive. Es begann die französische Militäroperation Épervier. Die libyschen Truppen wurden, bis auf den Aouzou-Streifen, aus allen Stützpunkten verdrängt. 1989 wurde der Vertrag von Algier über die friedliche Regelung des Aouzou-Grenzkonflikts unterzeichnet.
1990 begann eine Verhandlung über den Aouzou-Konflikt vor dem Internationalen Gerichtshof (IGH) in Den Haag. Habré wurde durch die bewaffnete Opposition des Mouvement Patriotique du Salut von Idriss Déby gestürzt und in die Flucht getrieben, Déby nahm N’Djamena ein.
1993 verabschiedete die Nationalkonferenz Übergangsverfassung, -parlament und -regierung. 1994 wurde der Aouzou-Streifen durch den Internationalen Gerichtshof wieder dem Tschad zugesprochen.
Im Dezember 1994/Januar 1995 fand eine Wählerregistrierung statt, deren Durchführung und Ergebnisse beanstandet und vom Obersten Gerichtshof annulliert wurden. Der bestehende Wahlkalender wurde wieder obsolet, die Transitionsphase um ein weiteres Jahr bis zum 8. April 1996 verlängert. 1996 kam es zudem zu einem Verfassungsreferendum, woraufhin die neue Verfassung in Kraft trat.
Am 3. Juli 1996 fanden Stichwahlen zwischen Déby und Wadel Abdelkader Kamougué statt. Die Feststellung des offiziellen Endergebnisses durch die Cour d’Appel am 14. Juli 1996 bescheinigte Déby 69 % und Kamougué 31 % der Stimmen.

### Bürgerkrieg
Ende 1998 begannen bewaffnete Auseinandersetzungen zwischen Regierungstruppen und Rebellen um Youssouf Togoïmi (Tibesti-Konflikt).
Präsident Déby wurde im Mai 2001 wiedergewählt. Im Dezember 2001 schlossen die Regierung und die Rebellen im Tibesti ein Friedensabkommen.
Seit 2003 fliehen sudanesische Flüchtlinge vor dem Konflikt in Darfur in den Tschad. Der Konflikt greift zusehends auf den Tschad über, die Dschandschawid-Reitermilizen aus Darfur sind mittlerweile auch in den tschadischen Grenzgebieten aktiv.
Am 23. Dezember 2005 stellte der Tschad aufgrund der Konflikte in der westsudanesischen Provinz Darfur offiziell einen „Zustand der Feindseligkeit“ („état de belligerence“) mit dem Sudan fest. Dem war ein Angriff tschadischer Rebellen auf die Grenzstadt Adré mit mehr als 100 Toten vorausgegangen. Der Tschad wirft dem Sudan vor, die Rebellen zu unterstützen, legt jedoch Wert darauf, keine Kriegserklärung abgegeben zu haben.
Mitte April 2006 kam es erneut zum Bürgerkrieg. Frankreich beteiligt sich in – vorerst – geringem Ausmaß daran auf der Seite der Regierung Déby. Die Hauptstadt N’Djamena wurde von der Vorhut der Rebellen der Front für den Wandel (FUC) erreicht. Dieser erste Angriff wurde jedoch von den regulären Truppen mit Artillerie- und Panzerunterstützung abgewehrt. Innerhalb weniger Tage waren Hunderte Tote zu beklagen. Am 14. April 2006 brach der Tschad seine diplomatischen Beziehungen zum Sudan ab. Zwei Tage später zog sich das Land aus den in Darfur unter der Leitung der Afrikanischen Union geführten Gesprächen zurück. Gleichzeitig forderte N’Djamena, dass für die mittlerweile rund 200.000 Flüchtlinge aus Darfur im Tschad ein neues Gastland gefunden werden müsse.

Kinder in einem Flüchtlingslager

Im November 2006 wurde für weite Teile des Tschad der Ausnahmezustand ausgerufen. Zwar wurde kurz darauf ein Friedensvertrag mit der FUC erzielt, doch andere Rebellengruppen gewannen zunehmend die Kontrolle über den Osten des Landes. Unter Vermittlung Libyens wurde am 26. Oktober 2007 ein Waffenstillstandsabkommen zwischen Präsident Déby und vier Rebellengruppen unterzeichnet. Zum Schutz der Zivilbevölkerung und insbesondere der Flüchtlinge aus der Darfurregion wurde die Aufstellung einer Mission der Vereinten Nationen (MINURCAT) beschlossen, deren Aufgaben zunächst durch militärische Einheiten der Europäischen Union wahrgenommen werden sollten.
Nur wenige Wochen nach der Unterzeichnung des Waffenstillstands brachen erneut Kämpfe zwischen Regierungstruppen und den Rebellen in den östlichen Provinzen aus. Ende November 2007 erklärte die Rebellenorganisation UFDD den Kriegszustand gegen französische und sonstige ausländische Einheiten. Ungeachtet dieser Warnung billigte Ende Januar 2008 die EU den Einsatz einer multinationalen Militäreinheit, der EUFOR Tchad/RCA, im Tschad. Die Federführung übernahm Frankreich, das mehr als die Hälfte aller Soldaten stellte; Österreich hatte ein Kontingent von 160 Soldaten zugesagt.
Kurz vor dem geplanten Beginn der EU-Mission, deren Umsetzung daraufhin erst einmal ausgesetzt wurde, starteten Rebellen eine neue Offensive, bei der sie in die Hauptstadt N’Djamena eindrangen. Die Kampfhandlungen zwangen tausende Menschen zur Flucht in das Nachbarland Kamerun. Gleichzeitig begann die Evakuierung ausländischer Bürger; die Vereinigten Staaten haben ihre Botschaft in N’Djamena geräumt. Nach einer Erklärung des UN-Sicherheitsrates erwog Frankreich 2008 ein Eingreifen zugunsten der Regierung. Die Rebellen zogen sich aus der Hauptstadt vorläufig weitgehend wieder zurück.
Am 15. März 2009 endete die Überbrückungsmission der EUFOR Tchad/RCA und die Verantwortung wurde MINURCAT übergeben.
Die politische Situation hat sich nach dem Bürgerkrieg nicht vollständig entspannt. Im Mai 2013 wurde ein Putschversuch vereitelt, der Teilen des tschadischen Militärs zugeschrieben wird.
2013 beteiligten sich Truppen des Tschad an der Opération Serval.
Die radikalislamistische Terrormiliz Boko Haram ist in Teilen des Tschad aktiv.

### Bisherige Präsidenten
- 1960–1975 François Tombalbaye
- 1975–1979 Félix Malloum
- 1979–0000 Lol Mohammed Chawa
- 1979–1982 Goukouni Oueddei
- 1982–1990 Hissène Habré
- 1990–2021 Idriss Déby
- 2021–0000 Mahamat Idriss Déby Itno

## Politik

### Politisches System
Der Tschad wurde am 11. August 1960 als unabhängige Republik aus französischer Kolonialherrschaft entlassen. Nach der Verfassung vom 14. April 1996 ist der Tschad eine präsidiale Republik mit Mehrparteiensystem. 2018 verabschiedete das Parlament eine neue Verfassung, nach der der Präsident als Staatsoberhaupt und Oberbefehlshaber der Armee mit nahezu uneingeschränkten exekutiven Vollmachten ausgestattet ist. Die Exekutive wird vom Ministerrat unter der Leitung des Präsidenten ausgeübt. Das Amt des Premierministers wurde mit der neuen Verfassung abgeschafft. Der Präsident wird auf sechs Jahre direkt gewählt (zuvor fünf Jahre). Von 1990 bis 2021 regierte Idriss Déby das Land autokratisch.

„Er ist wie ein Kaiser, der niemandem mehr Rechenschaft schuldig ist und den niemand absetzen kann. […] Eine One-Man-Show. Demokratisch ist das nicht.“

Déby starb am 20. April 2021, nur wenige Tage nach seiner Wiederwahl am 11. April. Nach seinem Tod wurde ein militärischer Übergangsrat unter Führung seines Sohnes Mahamat Idriss Déby Itno installiert, der die Regierung und die Nationalversammlung auflöste (laut der Verfassung des Tschad hätte nach dem Tod des Staatspräsidenten regulär der Präsident der Nationalversammlung in dessen Amt nachrücken müssen). Eine Übergangscharta ersetzte die bisher geltende Verfassung des Tschad. Der Übergangsrat sollte für 18 Monate bestehen bleiben, danach sollte es „neue republikanische Institutionen“ und Neuwahlen geben. Der Übergangsrat ernannte am 26. April 2021 den letzten Ministerpräsidenten vor Abschaffung dieses Amtes, Albert Pahimi Padacké, zum Übergangs-Regierungschef.
Im Oktober 2022 wählte eine als „Nationaler Dialog“ bezeichnete, von weiten Teilen der Opposition und der Zivilgesellschaft aber boykottierte Versammlung Mahamat Déby für eine Dauer von zwei Jahren zum Übergangspräsidenten, wodurch sich auch die angekündigten Neuwahlen bis nach dieser Zeit verschoben. Der Militärrat wurde aufgelöst. Die Opposition bezeichnete den Vorgang als „dynastische Machtübernahme“. Proteste wurden gewaltsam niedergeschlagen. Westliche Staaten insbesondere aus der Europäischen Union kritisierten die Verschleppung der Wahlen und Menschenrechtsverletzungen.

### Politische Indizes
| Name des Index                     | Indexwert     | Weltweiter Rang | Interpretationshilfe | Jahr |
| ---------------------------------- | ------------- | --------------- | --- | ---- |
| Fragile States Index               | 102,7 von 120 | 10 von 179      | Stabilität des Landes: großer Alarm 0 = sehr nachhaltig / 120 = sehr alarmierend Rang: 1 = fragilstes Land / 179 = stabilstes Land | 2024 |
| Demokratieindex                    | 1,89 von 10   | 158 von 167     | Autoritäres Regime 0 = autoritäres Regime / 10 = vollständige Demokratie                                                           | 2024 |
| Freedom in the World Index         | 15 von 100    | —               | Freiheitsstatus: unfrei 0 = unfrei / 100 = frei                                                                                    | 2024 |
| Rangliste der Pressefreiheit       | 51,9 von 100  | 108 von 180     | Schwierige Lage für die Pressefreiheit 100 = gute Lage / 0 = sehr ernste Lage                                                      | 2025 |
| Korruptionswahrnehmungsindex (CPI) | 21 von 100    | 158 von 181     | 0 = sehr korrupt / 100 = sehr sauber                                                                                               | 2024 |

### Innenpolitik
Der Tschad gilt als ein instabiler Staat. Staatliche Einrichtungen wie Verwaltung, Bildungs- und Gesundheitswesen sind kaum entwickelt. Vor zusätzliche und für das Land nicht ohne internationale Hilfe zu bewältigende Probleme stellen den Tschad die seit 2003 aus der Region Darfur des östlichen Nachbarlandes Sudan kommenden Flüchtlinge. Ihre Zahl betrug zu Beginn des Jahres 2004 bereits etwa 130.000.
Korruption ist im Tschad verbreitet.
Es dominiert auch der Nord-Süd-Gegensatz die Innenpolitik: Der Norden des Landes, der von islamisch-arabisierten und berberischen Ethnien bewohnt wird, fühlt sich benachteiligt gegenüber dem schwarzafrikanisch-christlich-animistischen Süden, der seit der Kolonialzeit eine Vormachtstellung besitzt.

### Menschenrechte
Laut Amnesty International und US-Außenministerium war auch 2009, obwohl dort eine UN-Friedensmission stationiert war, die Lage im Osten des Tschad von Menschenrechtsverstößen und Instabilität gekennzeichnet. Zivilpersonen und Mitarbeiter humanitärer Hilfsorganisationen wurden verschleppt und ermordet. Frauen und Mädchen waren Vergewaltigungen und anderen Formen von Gewalt ausgesetzt. Die Behörden ergriffen keine geeigneten Maßnahmen, um die Zivilbevölkerung gegen Angriffe krimineller Banden und bewaffneter Gruppen zu schützen. Vermeintliche politische Gegner wurden widerrechtlich festgenommen, willkürlich in Haft gehalten und gefoltert oder in anderer Weise misshandelt. Menschenrechtsverteidiger und Journalisten waren weiterhin Einschüchterungen und Schikanen ausgesetzt. Tausende Menschen wurden obdachlos, da ihre Häuser abgerissen wurden.
Kinder wurden im Tschad weiterhin als Soldaten eingesetzt. UNICEF geht davon aus, dass 53 % aller 5- bis 14-jährigen Kinder des Landes Arbeit verrichten müssen. Der Tschad ist auch ein Ausgangsland des Kinderhandels in die Zentralafrikanische Republik, nach Nigeria, Kamerun und Saudi-Arabien. Auch kam es immer wieder zu gewalttätigen Übergriffen und Diskriminierungen gegen Menschen aufgrund ihrer sexuellen Orientierung und geschlechtlichen Identität (LGBT).

### Außenpolitik
Der Tschad hat weltweit nur wenig diplomatische Präsenz. Diplomatische Vertretungen haben unter anderem alle Nachbarstaaten des Tschad. Das Land ist Mitglied der Vereinten Nationen (UN), der Afrikanischen Union (AU) und der Organisation der Islamischen Konferenz (OIC). Die Regierungen des Tschad haben traditionell gute Beziehungen zur früheren Kolonialmacht Frankreich, das oft der jeweiligen Regierung bei bürgerkriegsähnlichen Situationen militärischen Beistand leistet.
Die Beziehungen zu den Nachbarstaaten sind oft belastet, da es mit Libyen einen jahrzehntelangen Konflikt um den Aouzou-Streifen im Norden gab. Zum Sudan sind die Beziehungen seit dem offenen Ausbruch des Darfur-Konflikts belastet (siehe im Abschnitt Bürgerkrieg). Als im Tschad Bürgerkrieg herrschte, hat das benachbarte Kamerun zahlreiche Bürgerkriegsflüchtlinge aufgenommen.
Des Weiteren unterhält der Tschad diplomatische und wirtschaftliche Beziehungen zu den USA. Am 10. Oktober 2003 begann die Förderung von Erdöl unter der Führung von ExxonMobil und mit Unterstützung der Weltbank im Doba-Becken im Süden des Tschad. Über eine 1050 Kilometer lange Pipeline wird dieses an die Atlantikküste Kameruns befördert und dort verschifft. Dies wird vereinzelt als geopolitisch bedeutender Schachzug der USA gesehen und aus menschenrechtlicher und ökologischer Sicht kritisiert. Ebenfalls hat auch die Volksrepublik China aufgrund des Interesses an Erdöl die Beziehungen zum Tschad weiter ausgebaut. Die Beziehungen mit China entwickeln sich seit 2006 dynamisch. Die Volksrepublik beliefert den Tschad unter anderem mit Waffen.

### Militär
Das Militär der Republik Tschad verfügt über eine Landstreitkraft, eine Präsidentengarde und eine Luftstreitkraft und hat zurzeit rund 33.250 Soldaten im Dienst. Tschad gab 2020 knapp 2,6 Prozent seiner Wirtschaftsleistung oder 269 Millionen US-Dollar für seine Streitkräfte aus.

## Wirtschaft

Entwicklung des realen Bruttoinlandsprodukts pro Kopf ab 1950

Aufgrund des Bürgerkriegs und wegen längerer Dürreperioden gehört der Tschad zu den ärmsten Ländern der Welt. 80 % der Bevölkerung leben in absoluter Armut. Die Bevölkerung kann nur durch Subsistenzwirtschaft überleben – die wenigen wirtschaftlich entwickelten Elemente werden nur vom Staat organisiert. Neben Somalia und Sierra Leone gehört der Tschad zu den weltweit einzigen Volkswirtschaften, in denen die Mehrheit des Bruttoinlandsprodukts noch in der Landwirtschaft (Primärsektor) erwirtschaftet wird (50,1 % im Jahre 2016).
Seit mehr als 20 Jahren ist der Index der menschlichen Entwicklung des Landes einer der niedrigsten der Welt. 55 Prozent der Bevölkerung in den Städten und 87 Prozent der Bevölkerung auf dem Land leben unter dem Existenzminimum.
Im Global Competitiveness Index, der die Wettbewerbsfähigkeit eines Landes misst, belegt der Tschad den letzten Platz von 140 Ländern (Stand 2018). Der Index für wirtschaftliche Freiheit 2024 des Landes war der 136 höchste von 176 Ländern.
Das Land teilt sich mit weiteren zentralafrikanischen Staaten eine Wertpapierbörse, die als Bourse des Valeurs Mobilières de l’Afrique Centrale bekannt ist.
| Jahr                                    | 2010   | 2015  | 2016   | 2017   | 2018  | 2019   | 2020   | 2021   | 2022  | 2023  |
| --------------------------------------- | ------ | ----- | ------ | ------ | ----- | ------ | ------ | ------ | ----- | ----- |
| BIP in Mrd. USD (Kaufkraftparität)      | 26,0   | 34,7  | 32,9   | 32,8   | 36,0  | 39,3   | 36,8   | 41,0   | 45,5  | 49,4  |
| BIP pro Kopf in USD (Kaufkraftparität)  | 2.175  | 2.462 | 2.256  | 2.182  | 2.325 | 2.462  | 2.240  | 2.422  | 2.612 | 2.758 |
| BIP-Wachstum (real)                     | 10,5 % | 1,4 % | −6,3 % | −2,0 % | 5,9 % | 6,6 %  | −2,1 % | −0,9 % | 3,6 % | 4,9 % |
| Inflation (in Prozent)                  | −2,1 % | 4,8 % | −1,6 % | −0,9 % | 4,0 % | −1,0 % | 4,5 %  | −0,8 % | 5,8 % | 4,1 % |
| Staatsverschuldung (in Prozent des BIP) | 23 %   | 32 %  | 38 %   | 37 %   | 33 %  | 38 %   | 41 %   | 42 %   | 35 %  | 33 %  |

### Währung

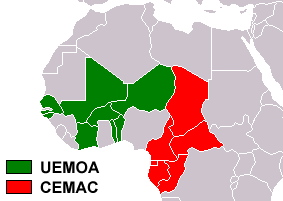
Afrikanische Staaten mit dem CFA-Franc als Währung.

Der Tschad ist Mitglied der CFA-Franc-Zone und hat als Währung den CFA-Franc (FCFA, auf Französisch: Franc de la Communauté Financière d’Afrique), speziell den CFA-Franc BEAC. Ein Euro entspricht 655,957 FCFA, 1000 FCFA entsprechen 1,5244 EUR. Die Inflationsrate liegt derzeit bei über 9 %, 2007 lag sie noch bei etwa 4 %.

### Landwirtschaft
Rund 90 % der Bevölkerung leben von der Landwirtschaft, also dem Ackerbau und der Viehzucht. Man betreibt hauptsächlich Subsistenzwirtschaft. Allerdings ist der Tschad auch auf internationale Unterstützung (zum Beispiel in Form von Lebensmitteln) angewiesen. Es werden auch Erdnüsse, Getreide und anderes Gemüse angebaut. Dies reicht zur Eigenversorgung kaum aus. Aufgrund der sich nach Süden ausbreitenden Wüste und den damit verbundenen Ernteausfällen dürfte sich diese Entwicklung noch weiter verschärfen. Einige weitere Anbauprodukte sind Baumwolle, Reis und Tabak.

### Rohstoffe
Das Land galt lange als arm an Bodenschätzen, abgebaut wurden vor allem Steinsalz und Soda. Im Jahr 2003 konnte mit der Förderung von Erdöl aus einem erst Ende der 1990er Jahre entdeckten Ölfeld bei Doba begonnen werden. Die Einnahmen aus der Förderung des Erdöls sollen, gemäß einer Vereinbarung der Regierung mit der Weltbank, zu 80 % für Projekte im Bereich des Sozialen und der Infrastruktur verwendet werden und somit der gesamten Bevölkerung zugutekommen. Dafür wurden im Juli 2004 zum ersten Mal 31 Millionen Euro an die Weltbank überwiesen, die diese Gelder wiederum für konkrete Projekte im Land ausschüttet. 10 % der Einnahmen sollen in einen Fonds für zukünftige Generationen eingezahlt werden. Insgesamt werden bis 2023 (20 Jahre) Einnahmen von rund 1,6 Milliarden Euro prognostiziert. Ende 2005 löste jedoch das Parlament den Fonds auf, um ausstehende Beamtengehälter zu bezahlen, und ermöglichte durch eine Gesetzesänderung, dass auch die Bereiche Sicherheit und Justiz Geld aus den Öleinnahmen erhalten können. Der Einsatz der Gelder wird durch ein eigens hierfür geschaffenes Komitee aus Parlamentariern, Juristen und Vertretern der Zivilgesellschaft überwacht. Allerdings ist dieses Komitee nicht mit Sanktionsgewalt ausgestattet, so dass aufgrund von Korruption große Teile der Investitionsmittel versickern und eine effiziente Bekämpfung der Armut bisher ausbleibt.

### Außenhandel
Haupthandelspartner sind Frankreich, Kamerun und Nigeria. Wichtigste Exportgüter sind Baumwolle (mit einem Exportanteil von 40 %) und seit 2003 Erdöl. Erdnüsse machen etwa 1–2 % des Exports aus. Importgüter sind unter anderem Brennstoffe, Fahrzeuge, Zucker, Getreide und Textilien.

### Staatshaushalt
Der Staatshaushalt umfasste 2016 Ausgaben von umgerechnet 2,163 Mrd. US-Dollar, dem standen Einnahmen von umgerechnet 1,626 Mrd. US-Dollar gegenüber. Daraus ergibt sich ein Haushaltsdefizit in Höhe von 5,7 % des BIP. Die Staatsverschuldung betrug 2016 51,2 % des BIP.
Der Anteil der Staatsausgaben (in % des BIP) betrug in folgenden Bereichen:
- Gesundheit: 4,1 % (2018)[101]
- Bildung: 2,5 % (2017)[101]
- Militär: 2,6 % (2020)[91]

### Infrastruktur
Die Infrastruktur ist nur wenig entwickelt. Bei einer Größe von 1.284.000 km² – der Größe nach liegt der Tschad weltweit an 20. Stelle und ist etwa 3,5-mal so groß wie Deutschland – gab es Ende 2014 nur gut 2.000 km befestigte Straßen; geplant sind 6.000 km. Nach offiziellen Zahlen aus dem Jahr 2006 hat das Öl-Konsortium um die Firma ExxonMobil seit 2003 537 Millionen US-Dollar als Lizenzen und Gebühren an die Regierung des Tschad überwiesen. Davon wurden etwa 300 Millionen Dollar oder 55 % für die Verbesserung der Infrastruktur ausgegeben.
Die Wasserversorgung Tschads ist nicht annähernd ausreichend. Zugang zu sauberem Trinkwasser, seit 2010 ein Menschenrecht der UNO, besitzen laut WHO und UNICEF mit Stand von 2014 nur 51 % der Einwohner des Landes.

## Kultur
Im Großen lässt sich das Land kulturell in einen vorwiegend arabisierten islamisierten Bereich im Norden und einen schwarzafrikanisch-christlichen, teils animistischen Bereich im Süden einteilen. Während die arabisierte Bevölkerung meist halbnomadische Viehzucht betreibt, betreiben die Bewohner des Südens überwiegend Ackerbau.

### Medien
Reporter ohne Grenzen sieht im Tschad eine schwierige Lage für die Pressefreiheit.
Der Blogger und Bürgerjournalist Tadjadine Mahamat Babouria aka „Mahadine“ wurde 2016 inhaftiert, weil er auf Facebook unter anderem die Korruption und die schlechte Wirtschaftslage kritisiert hatte.
Es existiert ein staatliches nationales Radio- und Fernsehprogramm. Die staatliche Radiodiffusion Nationale Tchadienne RNT sendet aus der Hauptstadt N’Djamena in Französisch, Arabisch und lokalen Sprachen.
1998 kam mit DJA FM der erste private Hörfunksender des Landes hinzu. Er war in der Vergangenheit Repressionen der Regierung ausgesetzt. 2002 existierten zwei Mittelwellen- und 4 UKW Stationen.
Folgende Zeitungen existieren im Tschad: N’Djaména Hebdo aus N’Djaména, Tchadien, Afrik, Afrol en Espaniol und die Afrol News.

### Film
Es gibt nur ein einziges kommerzielles Kino und keine professionellen Schauspieler. Aufmerksamkeit hat Mahamat-Saleh Haroun mit seinen beiden, auf mehreren internationalen Filmfestivals und in Programmkinos gezeigten, Filmen Abouna – Der Vater (2002) und Daratt (2006) erregt. Darin beschreibt er das Leben im Tschad in den 2000ern. Während Abouna – Der Vater von zwei Jugendlichen handelt, die ihren plötzlich verschwundenen Vater suchen, beschreibt Daratt einen Sohn, der den Mörder seines Vaters sucht.